# Zápas na Letních olympijských hrách 1996 – muži, volný styl do 52 kg
Zápas ve volném stylu ve váhové kategorii do 52 kg probíhal na Letních olympijských hrách 1996 v Atlantě v Hale E Světového kongresového centra (Georgia World Congress Center). O medaile se utkalo celkem 19 zápasníků.

## Turnajové výsledky
Aplikován je systém na jednu porážku. Zlatý a stříbrný medailista vzejdou z hlavní tabulky. Poražení jdou do oprav, vítěz oprav získá bronzovou medaili.
- LV — Lopatkové vítězství
- KO — Kontumace z důvodu nenastoupení, zranění či diskvalifikace soupeře

### Hlavní tabulka

#### Kolo 1
|                          | Skóre  |                             |
| ------------------------ | ------ | --------------------------- |
| Amiran Kardanov (GRE)    | 1 – 11 | Adchamdžon Achilov (UZB)    |
| Namig Abdullajev (AZE)   | 7 – 0  | Lou Rosselli (USA)          |
| Hideo Sasajama (JPN)     | 6 – 0  | Roman Kollar (SVK)          |
| Carlos Varela (CUB)      | 0 – 4  | Gholamreza Mohammadi (IRI)  |
| Gregory Fitzgerald (AUS) | 0 – 10 | David Legrand (FRA)         |
| Maulen Mamyrov (KAZ)     | 10 – 0 | Gregory Woodcroft (CAN)     |
| Omar Kedjaouer (ALG)     | 0 – 10 | Volodimir Toguzov (UKR)     |
| Víctor Rodríguez (MEX)   | LV     | Valentin Jordanov (BUL)     |
| Čečen-Ool Monguš (RUS)   | 11 – 4 | Constantin Corduneanu (ROU) |
| Metin Topaktaş (TUR)     |        | Bye                         |

#### Osmifinále
|                            | Skóre  |                          |
| -------------------------- | ------ | ------------------------ |
| Metin Topaktaş (TUR)       | 5 – 7  | Adchamdžon Achilov (UZB) |
| Namig Abdullajev (AZE)     | 11 – 0 | Hideo Sasajama (JPN)     |
| Gholamreza Mohammadi (IRI) | 5 – 0  | David Legrand (FRA)      |
| Maulen Mamyrov (KAZ)       | 3 – 1  | Volodimir Toguzov (UKR)  |
| Valentin Jordanov (BUL)    | 4 – 2  | Čečen-Ool Monguš (RUS)   |

#### Čtvrtfinále
|                            | Skóre  |                        |
| -------------------------- | ------ | ---------------------- |
| Adchamdžon Achilov (UZB)   | 0 – 11 | Namig Abdullajev (AZE) |
| Gholamreza Mohammadi (IRI) |        | Bye                    |
| Maulen Mamyrov (KAZ)       |        | Bye                    |
| Valentin Jordanov (BUL)    |        | Bye                    |

#### Semifinále
|                        | Skóre  |                            |
| ---------------------- | ------ | -------------------------- |
| Namig Abdullajev (AZE) | 10 – 0 | Gholamreza Mohammadi (IRI) |
| Maulen Mamyrov (KAZ)   | 3 – 7  | Valentin Jordanov (BUL)    |

#### Finále
|                        | Skóre |                         |
| ---------------------- | ----- | ----------------------- |
| Namig Abdullajev (AZE) | 3 – 4 | Valentin Jordanov (BUL) |

### Opravy

#### Kolo 2
|                             | Skóre |                         |
| --------------------------- | ----- | ----------------------- |
| Amiran Kardanov (GRE)       | 1 – 3 | Lou Rosselli (USA)      |
| Roman Kollar (SVK)          | 3 – 2 | Carlos Varela (CUB)     |
| Gregory Fitzgerald (AUS)    | LV    | Gregory Woodcroft (CAN) |
| Omar Kedjaouer (ALG)        | 2 – 0 | Víctor Rodríguez (MEX)  |
| Constantin Corduneanu (ROU) |       | Bye                     |

#### Kolo 3
|                             | Skóre  |                         |
| --------------------------- | ------ | ----------------------- |
| Constantin Corduneanu (ROU) | 2 – 4  | Lou Rosselli (USA)      |
| Roman Kollar (SVK)          | 3 – 6  | Gregory Woodcroft (CAN) |
| Omar Kedjaouer (ALG)        | LV     | Metin Topaktaş (TUR)    |
| Hideo Sasajama (JPN)        | 12 – 5 | David Legrand (FRA)     |
| Volodimir Toguzov (UKR)     | 1 – 2  | Čečen-Ool Monguš (RUS)  |

#### Kolo 4
|                        | Skóre |                          |
| ---------------------- | ----- | ------------------------ |
| Lou Rosselli (USA)     | KO    | Gregory Woodcroft (CAN)  |
| Metin Topaktaş (TUR)   | LV    | Hideo Sasajama (JPN)     |
| Čečen-Ool Monguš (RUS) | LV    | Adchamdžon Achilov (UZB) |

#### Kolo 5
|                         | Skóre  |                      |
| ----------------------- | ------ | -------------------- |
| Gregory Woodcroft (CAN) | 1 – 13 | Metin Topaktaş (TUR) |
| Čečen-Ool Monguš (RUS)  |        | Bye                  |

#### Kolo 6
|                            | Skóre  |                        |
| -------------------------- | ------ | ---------------------- |
| Gholamreza Mohammadi (IRI) | 1 – 3  | Čečen-Ool Monguš (RUS) |
| Metin Topaktaş (TUR)       | 5 – 11 | Maulen Mamyrov (KAZ)   |

#### Zápas o 3. místo
|                        | Skóre |                      |
| ---------------------- | ----- | -------------------- |
| Čečen-Ool Monguš (RUS) | 2 – 3 | Maulen Mamyrov (KAZ) |

## Finálové pořadí
1. Valentin Jordanov (BUL)
2. Namig Abdullajev (AZE)
3. Maulen Mamyrov (KAZ)
4. Čečen-Ool Monguš (RUS)
5. Gholamreza Mohammadi (IRI)
6. Metin Topaktaş (TUR)
7. Adchamdžon Achilov (UZB)
8. Greg Woodcroft (CAN)
9. Hideo Sasajama (JPN)
10. Volodimir Toguzov (UKR)
11. Lou Rosselli (USA)
12. David Legrand (FRA)
13. Roman Kollar (SVK)
14. Omar Kedjaouer (ALG)
15. Constantin Corduneanu (ROU)
16. Amiran Kardanov (GRE)
17. Carlos Varela (CUB)
18. Gregory Fitzgerald (AUS) a  Víctor Rodríguez (MEX)